# Sam Rayburn

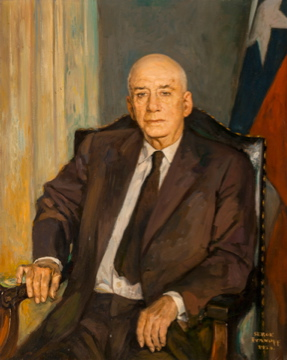
Portrait de Sam Rayburn par Serge Ivanoff, 1958.

Samuel Taliaferro Rayburn (6 janvier 1882 – 16 novembre 1961) était un homme politique américain, démocrate originaire de Bonham (Texas). Il fut speaker à la chambre des représentants des États-Unis pendant 17 ans, du 3 janvier 1955 au 16 novembre 1961, pendant la première partie des quarante ans de domination démocrate" qui ont "pris fin en 1994 pour ouvrir un "moment républicain" d'une dizaine d'années à la Chambre des représentants; Carl Albert, un autre démocrate, lui succède durant les années 1960 et les années 1970.